# Max Dauthendey
Max(imilien) Dauthendey (n. 25 iulie 1867 - d. 29 august 1918) a fost un scriitor și pictor impresionist german.
Versurile sale se concentrează pe dragoste și frumusețea naturii, cu versuri melodice deosebit de intense.

## Opera

### Romane și povestiri
- 1907: Cartea psalmodierii ("Singsanbuch");
- 1910: Pământ înaripat ("Die geflügelte Erde");
- 1911: Cele opt chipuri de la lacul Biwa ("Die acht Gesichter am Biwasee");
- 1915: Povești din cele patru vânturi ("Geschichten aus der vier Winden");
- 1924: Întâmplări pe Java ("Erlebnisse auf Java");
- 1925: Josa Gerth;
- 1930: Povești din Extremul Orient ("Fernöstliche Geschichten");
- 1954: Gradina fără anotimpuri și alte povești;
- 1956: Cele mai frumoase povești ("Die schönsten Geschichten").

### Teatru
- 1911: Maja;
- 1911: O umbră a căzut de pe masă ("Ein Schatten fiel über den Tisch");
- 1925: Copilul ("Das Kind").

### Poezie
- 1893: Ultraviolet ("Ultra-Violett");
- 1905: Veșnica nuntă ("Die ewige Hochzeit").